# Watching Movies with the Sound Off
Watching Movies with the Sound Off è il secondo album in studio del rapper statunitense Mac Miller. È stato distribuito il 18 giugno 2013 da Rostrum Records. L'album ha continuato i suoi cambiamenti nel suono musicale che è iniziato con il mixtape Macadelic. Miller ha descritto l'album come molto introspettivo e molto personale. È dotato di apparizioni da Jay Rock, Earl Sweatshirt, 
Ab-Soul, Action Bronson, Schoolboy Q e Tyler, the Creator, tra gli altri. La produzione è stata gestita principalmente dallo stesso Miller (sotto lo pseudonimo di Larry Fisherman), tra cui Diplo, Tyler, the Creator, Flying Lotus, The Alchemist, Clams Casino, Earl Sweatshirt e Pharrell Williams.

## Tracce
1. The Star Room – 4:35
2. Avian – 3:16
3. I'm Not Real (featuring Earl Sweatshirt) – 3:23
4. S.D.S. – 3:04
5. Bird Call – 2:08
6. Matches (featuring Ab-Soul) – 2:58
7. I Am Who Am (Killin' Time) (featuring Niki Randa) – 5:01
8. Objects in the Mirror – 4:19
9. Red Dot Music (featuring Action Bronson) – 6:07
10. Gees (featuring Schoolboy Q) – 2:55
11. Watching Movies – 3:40
12. Suplexes Inside of Complexes and Duplexes – 2:47
13. REMember – 4:28
14. Someone Like You – 4:16
15. Aquarium – 4:38
16. Youforia – 4:01

Tracce bonus
1. Goosebumpz – 3:22
2. O.K. (featuring Tyler, the Creator) – 2:40
3. Claymation (featuring Vinny Radio) – 3:52

## Classifiche
| Classifica (2013) | Posizione raggiunta |
| ----------------- | ------------------- |
| Stati Uniti       | 3                   |